# Ishman Bracey
Ishmon Bracey (Byram, 9 de janeiro de 1901 – Jackson, Mississippi, 12 de fevereiro de 1970) foi um músico e cantor de blues americano, do estado do Mississippi, considerado um dos mais importante representante do delta blues. Junto com Tommy Johnson, formaram um grupo de blues na pequena Jackson, Mississippi nos anos de 1920. Seu nome é incorretamente pronuciado como "Ishman" em quase todos os seus discos e na maioria das fontes mais antigas.

## Biografia
Bracey nasceu em Byram, e iniciou suas apresentações em casas noturnas locais por volta de 1917. Também como waterboy (alguém que trabalha nos bastidores e fornece água ou outras bebidas para atletas, músicos entre outros) na ferrovia de Illinois, a Illinois Central Railroad.  Gravou pela primeira vez em Memphis em 1928 junta a Victor Records com Papa Charlie McCoy segunda guitarra, gravando duas sessões, uma em fevereiro e outra em agosto do mesmo ano.
Naquele momento, seu estilo não estava totalmente formado e seus desempenhos variaram consideravelmente, provavelmente, em suas tentativas de se tornar mais bem sucedido comercialmente. O blues "Saturday Blues" e "Left alone blues", usado em variações interessantes com versos de três linhas como de costume. Bracey foi um dos poucos bluesmen do  Mississippi que cantaram com um tom nasal sem enfeite. Em "Saturday Blues" ele usou um dos temas de infidelidade convencionais, mas ele mudou a forma de versos para encaixar um conceito melódico mais recente. Suas letras possuiam atmosfera relaxantes.
Ele gravou novamente em 1931 para Paramount Records com um grupo chamado New Orleans Nehi Boys, que incluiu o guitarrista Charles Taylor.
"Trouble Hearted Blues" e "Left Alone Blues" estão entre suas canções mais conhecidas. 
Ele era associado a Tommy Johnson, e os dois se apresentaram juntos na década de 1930. Até o momento ele foi "redescoberto" no final de 1950, e se tornou um pregador e um intérprete de canções religiosas, e não estava interessado em gravar ou discutir seu tempo como um artista de blues. No entanto, ele ajudou na redescoberta de seu contemporâneo Skip James

## Discografia
A produção total registrado de Bracey é de apenas 16 músicas além de cópias originais de seus discos de 78 rotações, que estão entre os itens mais valorizados e procurados por colecionadores de blues.

## Ligaões externas
- Biografia no Allmusic.
- Mississippi Blues Trail - Ishmon Bracey marker